# 島津惟久
島津 惟久（しまづ ただひさ）は、日向国佐土原藩6代藩主。

## 生涯
延宝3年3月30日（1675年4月24日）、第4代藩主・島津忠高の長男として生まれる。父の忠高は延宝4年（1676年）に死去する。わずか2歳の万吉丸が跡を継ぐわけにもいかず、成長するまでは父の従弟である久寿が藩主を務めることとなった。そして元禄3年5月29日（1690年7月5日）、16歳に成長した惟久は久寿から家督を譲られた。このとき、幕府の意向もあって久寿に3000石を分与したため、佐土原藩は2万7000石となった。
その後は、家臣団の間での対立や本家の介入を抑えて藩主権力を取り戻し、藩士の教育、そして元禄13年（1700年）には藩財政再建のために家臣の知行削減を行なっている。また、宝永元年（1704年）古刹大光寺に古月を招く。享保8年5月29日（1723年7月1日）、三男の忠雅に家督を譲って隠居し、元文3年9月19日（1738年10月31日）に死去した。享年64。

## 系譜
父母
- 島津忠高（父）
- 松寿院 ー 竹井満直の娘（実母）
- 亀井茲政の娘（嫡母）

正室、継室
- 酒井忠隆の娘（正室）
- 島津綱貴の養女 ー 島津久供の娘（継室）

側室
- 井上氏

子女
- 島津久睦[1]（長男）生母は井上氏（側室）
- 島津忠雅（三男）生母は継室
- 島津久芬[2]（四男）
- 島津久奉（六男）
- 島津就賢（七男）
- 山本雅廬
- 養信院 ー 立花貫長正室
- 樺山久寛室